# روك برستون
روك برستون (بالإنجليزية: Rock Preston)‏ هو لاعب كرة القدم الكندية أمريكي، ولد في 26 مارس 1975 في ميامي في الولايات المتحدة.

## وصلات خارجية
- روك برستون على موقع JustSportsStats.com (الإنجليزية)
- روك برستون على موقع كلية كرة القدم في سبورتس رفرنس.كوم (الإنجليزية)